# Palazzo Marcantonio Giustiniani
Il palazzo Marcantonio Giustiniani è un edificio storico italiano, sito in piazza Giustiniani 6, nel centro storico di Genova. È uno dei Palazzi dei Rolli che furono designati, al tempo della Repubblica di Genova, a ospitare gli ospiti di alto rango durante le visite di stato per conto del governo genovese.
Dal 1947 è sottoposto a vincolo di tutela da parte della soprintendenza.

## Storia e descrizione
L'aspetto unitario del palazzo è dovuto a una serie di interventi che la famiglia Giustiniani, nella figura di Marcantonio, realizza tra il XVII e XVIII secolo con l'acquisto e l'accorpamento dell'ala nord di proprietà di Filippo Scaglia. È sul prospetto di quest'ultimo che si vede ancora un bassorilievo con il leone di San Marco, portato da Pola d'Istria nel 1380 dopo l'ultima sconfitta della Repubblica di Venezia, durante la guerra di Chioggia.
Tutta la piazza testimonia del resto la forza secolare di una parentela che ebbe dal Comune medievale genovese anche il compito di amministrare l'isola di Chios (Grecia). Sulla piazza, ampliata, sopraelevata di alcuni gradini nel XV secolo e chiusa da bassi paramuri per segnare i limiti di proprietà della famiglia, si affacciano due piani nobili, segnale della presenza di due linee ereditarie.
Se l'impianto medievale è ancora leggibile nei corsi in pietra del basamento, le facciate con finestre coronate dall'arme giustiniana, l'atrio a padiglione lunettato e il portale esterno sono chiaramente secenteschi, così come i portali interni, opere dei maestri Bartolomeo Spazio e Daniele Solaro. Nella prima metà del XIX secolo si sopraeleva l'edificio di un piano e si chiude la loggia dei Giustiniani che costituiva, insieme alla piazza, un noto e autorevole luogo d'incontro nella vita quotidiana di antico regime.
Sopra il portale marmoreo è presente lo stemma famigliare, ripreso poi anche sulle decorazioni della facciata.

## Galleria d'immagini

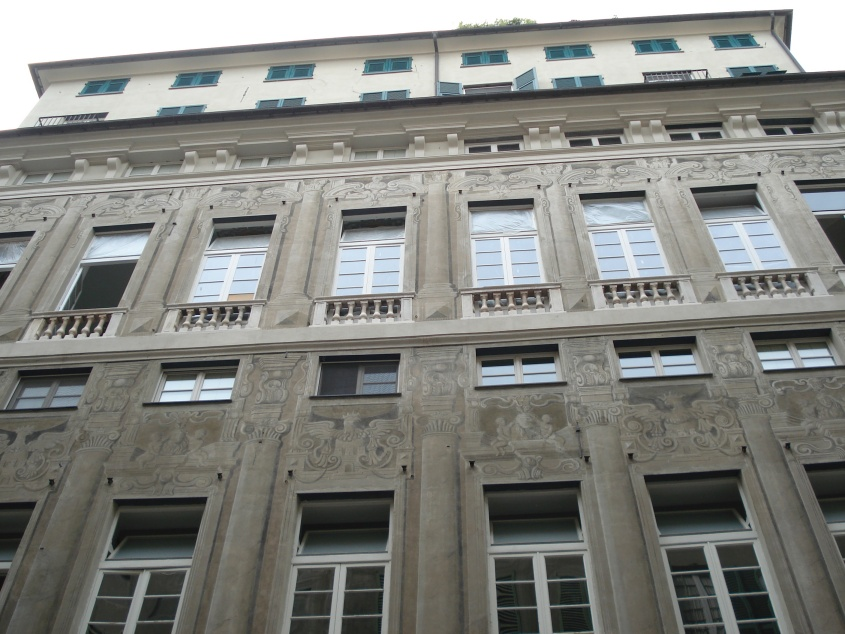
La facciata del palazzo
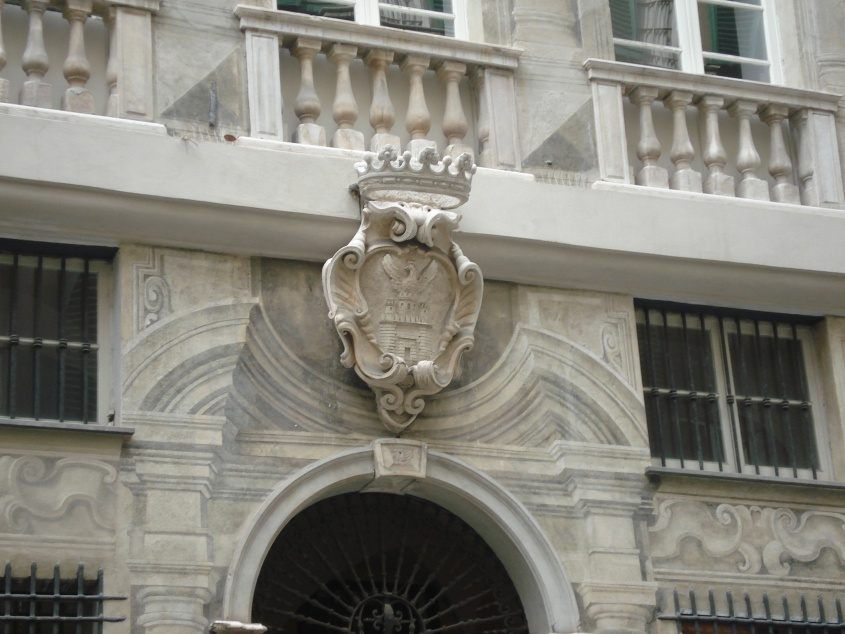
Particolare del portone con lo stemma della famiglia
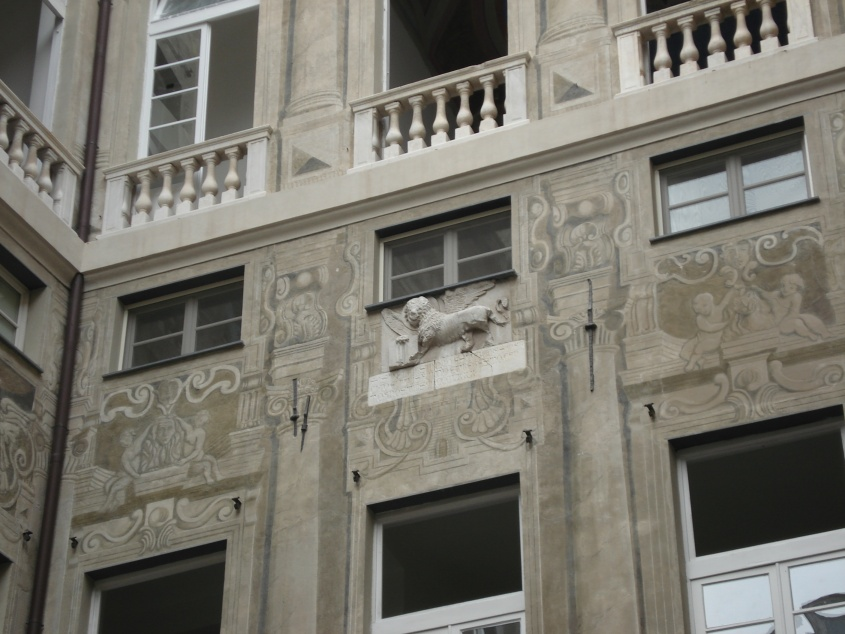
Il leone di San Marco sulla facciata nord
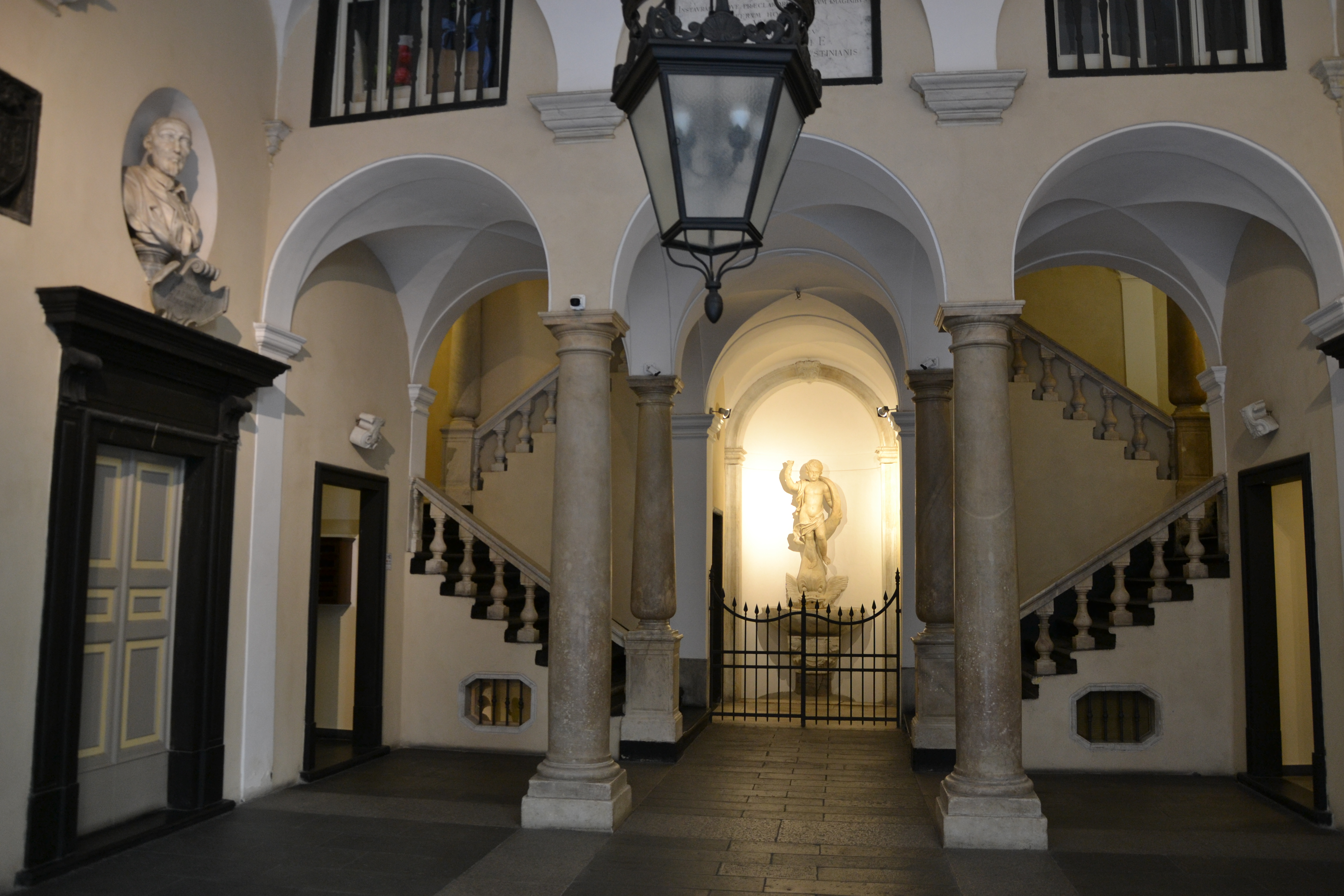
Atrio